# Strážovská vrchovina

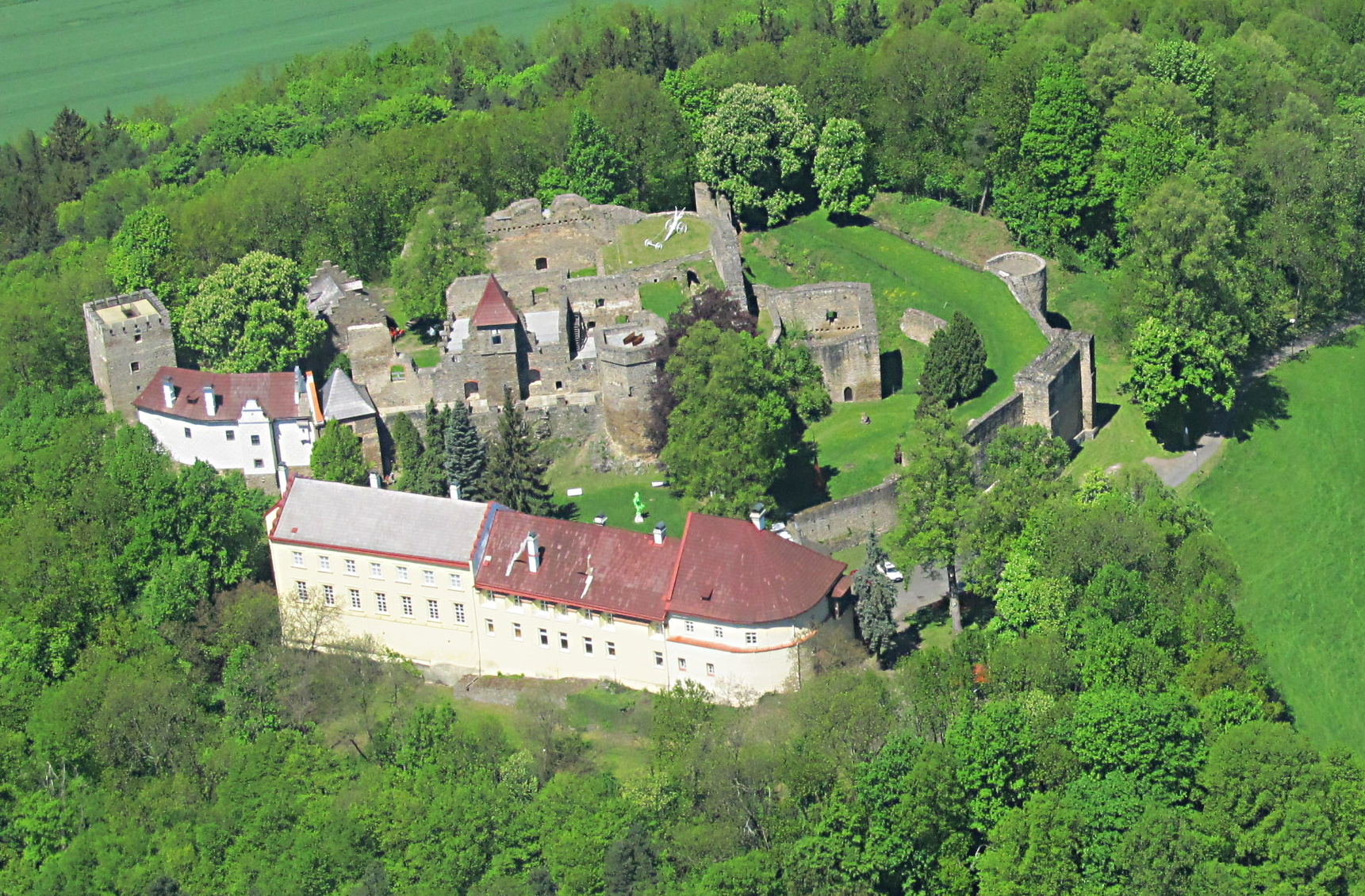
Hrad a zámek Klenová u Janovic nad Úhlavou

Strážovská vrchovina je geomorfologický podcelek v severozápadní části Šumavského podhůří. Rozprostírá se na ploše 98,82 km² a má průměrnou nadmořskou výšku 535,1 m n. m. Člení se na dva geomorfologické okrsky: Hodousickou vrchovinu a Neznašovskou vrchovinu. Nejvyšším bodem je Želivský vrch 770 m n. m.

## Geomorfologické členění
Strážovská vrchovina se člení na dva geomorfologické okrsky, z nichž se jeden dále nečlení a druhý je rozdělen na dva geomorfologické podokrsky:
- IB-2A Strážovská vrchovina
  - IB-2A-1 Hodousická vrchovina
  - IB-2A-2 Neznašovská vrchovina
    - IB-2A-2a Lukavická vrchovina
    - IB-2A-2b Střeziměřská vrchovina

## Nejvyšší vrcholy
Nejvyššími vrcholy jednotlivých okrsků a podokrsků Strážovské vrchoviny jsou:
- Želivský vrch 770 m n. m. – Hodousická vrchovina
- Boudovka 729 m n. m. – Střeziměřská vrchovina
- Úliště 690 m n. m. – Lukavická vrchovina